# Louise Bénédicte de Bourbon

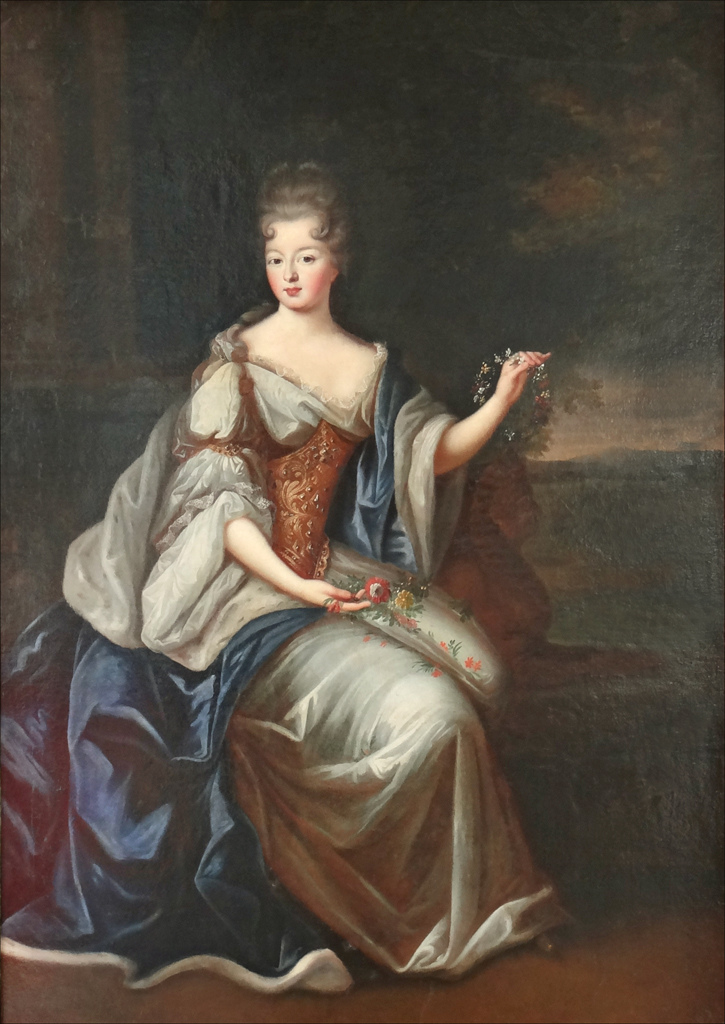
Louise Bénédicte de Bourbon

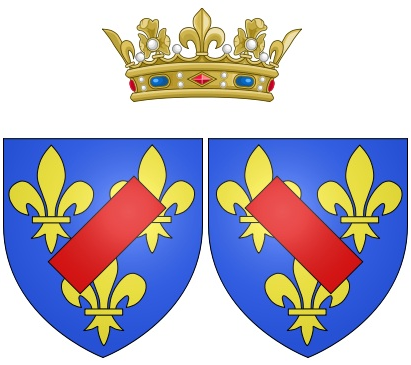

Anne Louise Bénédicte de Bourbon, född 8 november 1676, död 23 januari 1753, var en politiskt aktiv fransk prinsessa och salongsvärd, dotter till prins Henri Jules de Bourbon prins av Condé och Anne Henriette av Pfalz-Simmern och gift med hertig Louis Auguste de Bourbon, hertig av Maine, erkänd illegitim son till kung Ludvig XIV av Frankrike och Madame de Montespan. Hon är känd för sin intrig då hon planerade att avsätta Ludvig XV av Frankrikes förmyndarregering och installera maken som regent. 

## Biografi

### Tidigt liv
Louise-Bénédicte växte upp i Paris i en slavliknande relation till sin far, som misshandlade både sin familj och sin personal. Hon beskrevs som uppriktig, kvick, elak och temperamentsfull. Som släkting till kungahuset kallades hon "prinsessa av blodet", men fick vid hovet smeknamnet "dockan av blodet" på grund av sin utseendefixering. Hon ansågs vara den vackraste av sina systrar och undervisades i läsning, skrivning, dans och sång. Louise Bénédicte förlovades först med kungens illegitime son Louis de Bourbon, men han dog dock redan 1683.   

### Ludvig XIV:s regeringstid
Den 19 maj 1692 blev hon bortgift med kungens illegitime son Ludvig August, sedan hennes bror hade tvingats gifta sig med Ludvig Augusts syster. Ludvig August var liksom hon själv invalid: han haltade, medan hon hade en lam arm. Relationen mellan makarna blev olycklig. Hon föraktade honom för att han var utomäktenskaplig, handikappad och för hans brist på ambition, och hon bedrog och hånade honom öppet. Hon höll sedan 1700 sitt eget hov på slottet Château de Sceaux, där hon fick namnet bidrottningen och skapade orden Honungsbiet, som hon delade ut till 39 personer i form av en silverkappa, en peruk formad som en bikupa och en medalj med ett porträtt av henne själv.

### Ludvig XV:s regeringstid
Med hjälp av madame de Maintenon blev hennes make utnämnd till prins av blodet, och genom Ludvig XIV:s testamente inkluderad i tronföljden och ställföreträdande regent i Ludvig XV:s förmyndarregering. Efter Ludvig XIV:s död 1715 blev dock hans testamente förklarat ogiltigt och hertig Filip II av Orléans, blev regent för den omyndige Ludvig XV. Louise-Bénédicte iscensatte då en konspiration för att avsätta Orléans som regent till förmån för kungens farbror, kung Filip V av Spanien. Intrigen benämndes Cellamare-konspirationen efter Spaniens ambassadör i Frankrike, Antonio del Giudice, furste av Cellamare, och innefattade även hertigen av Richelieu och Melchior de Polignac. Komplotten upptäcktes och paret fängslades 1719, hon i Dijon och han i Doullens. De släpptes året därpå.  
Efter frigivningen återvände hon till sitt privata hov i Sceaux. Hon ägnade sig därefter åt att planera äktenskapspartier, främst för sin dotter, som dock aldrig gifte sig. Hennes salong besöktes av Voltaire, Montesquieu, François-Joachim de Pierre de Bernis, Anne Claude de Caylus, Charles-Jean-François Hénault och Jean-Baptiste Rousseau.